# Brest
 Denne artikel omhandler den franske by Brest i Finistère. Opslagsordet har også en anden betydning, se Brest (flertydig).
Brest er en havneby i Bretagne i Frankrig med omkring 150.000 indbyggere. Den hører til departementet Finistère (Nr. 29). På grund af sin beskyttede beliggenhed ved Rade de Brest, som er en dyb bugt, der skærer sig ind i landet fra Atlanterhavet, og med en naturlig havn i området omkring udmundingen af floden Penfeld, har Brest i århundreder været en vigtig kommerciel havn.
Som største by i det vestlige Bretagne er Brest en vigtig industri- og handelsby. Byen er hjemsted for et universitet (Université de Bretagne Occidentale, forkortet UBO) foruden andre højere læreanstalter og forskningsinstitutter.

## Flådebase
Brest har, på grund af dens beskyttede beliggenhed, gennem flere hundrede år været en vigtig fransk flådebase. Brest er hjemsted for Frankrigs atlanterhavsflåde og er tillige en vigtig U-bådsbase.

## Byens navn
Byens navn stammer fra dens navn på bretonsk, som er en forkortet form af Latin: Bresta super Caprellam (Bretonsk: Brest-war-ar-C'havrig = "Brest ved kystfloden". Ordet Brest i sig selv skal derimod sikkert afledes af Beg ar Rest = "slottets top". Dens indbyggere kaldes på fransk  Brestois/Brestoises (på bretonsk Brestad ha Brestadez). På bretonsk udtales Brest [bʁest].

## Uddannelse
- École nationale supérieure de techniques avancées Bretagne

## Demografi
| 1901 | 1906 | 1911 | 1921 | 1926 | 1931 | 1936    | 1946 | 1954    |
| ---- | ---- | ---- | ---- | ---- | ---- | ------- | ---- | ------- |
| -    | -    | -    | -    | -    | -    | 118 700 | -    | 110 713 |

| 1962                                                              | 1968    | 1975    | 1982    | 1990    | 1999    | - | - | - |
| ----------------------------------------------------------------- | ------- | ------- | ------- | ------- | ------- | - | - | - |
| 136 104                                                           | 154 023 | 166 826 | 156 060 | 147 956 | 149 634 | - | - | - |
| Tal fra og med 1962 er uden dobbelttælling (sans doubles comptes) |         |         |         |         |         |   |   |   |

## Klima
| Måned                                                                                                | Jan   | Feb   | Mar  | Apr  | Maj  | Jun  | Jul  | Aug  | Sep  | Okt   | Nov  | Dec   | År   |
| --- | ----- | ----- | ---- | ---- | ---- | ---- | ---- | ---- | ---- | ----- | ---- | ----- | ---- |
| Gennemsnit af højeste temperaturer (°C)                                                              | 12,3  | 12,8  | 13,5 | 13,9 | 15,6 | 18,1 | 22,5 | 25,3 | 18,7 | 15,3  | 11,9 | 11    | 15,9 |
| Gennemsnit af mindste temperaturer (°C)                                                              | 4,2   | 4,2   | 5,2  | 5,8  | 8,5  | 10,8 | 12,8 | 13   | 11,4 | 9,3   | 4,5  | 2,6   | 7,6  |
| Nedbør (millimeter)                                                                                  | 138,4 | 115,8 | 97,5 | 81,8 | 72,6 | 56,4 | 50,9 | 60,4 | 89,2 | 119,1 | 121  | 141,6 | 1145 |
| Gns. antal regnvejrsdage                                                                             | 17,6  | 14,6  | 14,6 | 11,9 | 11,3 | 8,9  | 8,7  | 9,3  | 10,9 | 14,5  | 16,2 | 17,3  | 156  |
| Kilde : World Weather Information Service Arkiveret 30. september 2007 hos Wayback Machine (engelsk) |       |       |      |      |      |      |      |      |      |       |      |       |      |

## Venskabsbyer
Brest har følgende venskabsbyer:
- Denver, USA, siden 1956
- Plymouth, Forenede Kongerige, siden 1963
- Kiel, Tyskland, siden 1964
- Taranto, Italien, siden 1964
- Yokosuka, Japan, siden 1970
- Dún Laoghaire, Irland, siden 1984
- Cádiz, Spanien, siden 1986

Byen har et venskabsby-samarbejde med
- Saponé, Burkina Faso, siden 1989
- Constanţa, Rumænien, siden 1993

Byen har et venskabsforhold (Protocole d'amitié) med
- Béjaïa, Algeriet siden 1995.